# Женевський Валентин Іванович
Женевский Валентин Иванович — советский азербайджанский и украинский камерний  и эстрадный  певец (баритон), композитор и педагог. Лауреат Всесоветских и Межнародних фестивалей. Член творчої спілки «Асоціація діячів естрадного мистецтва України»."Заслужений артист естрадного мистецтва України", «Заслужений діяч естрадного мистецтва України»

## Біографія
Валентин Женевський народився 17 березня 1951 р. в м.Орша Вітебської області Білоруської РСР. Трохи пізніше він з мамою переїхав жити в Ашаги-Гюздак до батька (поблизу Баку), а через рік пішов вчитися до початкової школи, потім у восьмирічну, потім у середню школу, яку закінчив у Хирдалані.
У 1964—1966 роках навчався в музичній школі по класу акордеон у м. Баладжари. У цей же період він починав цікавитися співом. Найбільше із співаків йому подобався молодий Муслім Магомаєв. Професійним співом Валентин Женевський почав займатися в народній консерваторії, яка знаходилася у Будинку культури ім. С. Г. Шаумянав [Архівовано 19 лютого 2015 у Wayback Machine.] Потім він навчався в музичному училищі в м. Брест, викладач співу Соколовська Регина Казимирівна, а після хвороби матері Анастасії, повернувся в м.Баку і успішно закінчив Бакінське музичне училище ім. Асафа Зейналли, [Архівовано 15 січня 2015 у Wayback Machine.] (навчався в класі А. А. Милованова), отримав характеристику — рекомендацію [Архівовано 15 січня 2015 у Wayback Machine.] для всупу в консерваторію. У класі Олександра Акимовича вчилися найкращі співаки Азербайджану.
У 1978 р. Валентин Женевський вступив до Азербайджанської державної консерваторії ім. У. Гаджибекова, на вечірнє відділення, де педагогом сольного співу був Попченко Віталій Алексійович, а після його хвороби — Мехтієв Фірудін Мехті огли. Камерний спів вела Гончарська Міра Григорівна. Навчання він поєднував з роботою як артист-вокаліст Камерного хору «Хорового товариства Азербайджану» [Архівовано 5 квітня 2014 у Wayback Machine.], керівником хору була Ляман Атакишиєва.
З 1998 р. Валентин Іванович став працювати ст. викладачем вокалу в навчальних закладах, у м. Хмельницькому, в Ізмаїлі, в Тирасполі, а також в Одесі, поєднуючи роботу з сольними виступами на різних сценічних майданчиках. Багато учнів Валентина Івановича стали лауреатами обласних, Всеукраїнських та Міжнародних конкурсів.

### Надія любові
Надія любові (рос. «Надежда любви», англ. «Nadiya of lyubvi» 1988, Авангард, Одеська область — 1998, Авангард, Одеська область) — український естрадний ансамбль створений під керівництвом Валентина Женевського.

#### Історія створення ансамблю
У 1988 році, Валентин Женевський, отримав запрошення працювати директором «Будинку культури» ТОВ «Авангард — Д», розташованому на житловому масиві (смт) «Авангард», Одеського району, Одеської області, України. Генеральним директором був Добрянський Віктор Леонтійович, який виділив засоби на ремонт будівлі. Доки йшов ремонт у «Будинку культури», Валентином Женевським були написані пісні різнопланові, одна частина творів на його вірші, а інша на вірші молодих авторів: Валентини Загороднюк, Галини Вегової, Володимира Марухіна, Леоніда Сафонова, Михаїла Романчука і відомого російського поета Николая Доризо. Також була написана п'єса для естрадного оркестру [Архівовано 1 квітня 2016 у Wayback Machine.]. Загалом близько тридцяти творів: ліричні пісні та балади, пісні про кохання, цивільної патріотичної тематики, пісні про Батьківщину, військові пісні, пісні присвячені Афганській війні. Таким чином, при підтримці Віктора Леонтійовича [Архівовано 1 лютого 2015 у Wayback Machine.], при Будинку культури, був створений професійний естрадний ансамбль «Надія любові» [Архівовано 5 квітня 2016 у Wayback Machine.], (по першої пісні, з якої розпочинався концерт). Штат Будинку культури підбирався так, щоб музичні працівники, окрім основної роботи, брали активну участь в ансамблі, не просто працювали і репетирували, а також і їздили з концертами по Одеської області. Де тільки не виступав ансамбль у Будинках культури і в санаторіях, на польових станах, на заводах і фабриках, у монументів і пам'ятників. На бас-гітарі грав наймолодший Руслан Кросовський, що закінчив Одеську консерваторію ім. А. В. Нежданової, (зараз Одеська національна музична академія імені А. В. Неждановой). Ударниками були Сергій Данько і Микола Біляєв. На ритм-гітарі грав Валерій Варзар, а на соло-гітарі грав Валерий Кушнир. Обоє, але в різні роки, були керівниками ВИА «Будинку культури». Перший був звукорежисером ансамблю недовго, а другим був аранжувальником, закінчив Одеське училище культури (зараз Одеське училище мистецтва і культури ім. К. Ф. Данькевича [Архівовано 1 лютого 2015 у Wayback Machine.]). Головним звукорежисером був Сергій Киселев. Він закінчив Музикально — педагогічний факультет, (зараз Факультет музичної та хореографічної освіти) Південноукраїнського національного педагогічного університету імені К. Д. Ушинського. У концертах брали участь учні Валентина Івановича по вокалу: Марина Селифанова, Юрій Подгорний і Іван Черничук, також Вокально-танцювальний дует «Натхнення» у складі Оксани Залізняк і Лілії Заяць. Вірші для пісень писав Михаїл Романчук. Музичним керівником «Будинку культури» і естрадного ансамблю була Валентина Загороднюк. До того ж вона також писала музику і непогано співала, закінчила ПГПУ ім. К. Д. Ушинського (зараз Південноукраїнський національний педагогічний університет імені К. Д. Ушинського). Художнім керівником, солістом — вокалістом ансамблю, автором пісень і віршів був Валентин Женевський. За 10 років роботи естрадного ансамблю «Надія любові» мінялися музиканти, але дух творчості любові залишився в колективі.

## Композиторська пісенна творчість
- «Надежда любви» [Архівовано 5 квітня 2016 у Wayback Machine.] (муз. і сл. В. Женевського)
- «Воспоминания» [Архівовано 26 березня 2016 у Wayback Machine.] (муз. і сл. В. Женевського)
- «Девчонка стройная» (муз. і сл. В. Женевського)
- «Я тебе не верю» [Архівовано 5 квітня 2016 у Wayback Machine.] (муз. і сл. В. Женевського)
- «Что же делать» [Архівовано 27 березня 2016 у Wayback Machine.] (муз. і сл. В.Женевского)
- «Твоєй мечтой хочу прожить» [Архівовано 29 березня 2016 у Wayback Machine.] (муз. і сл. В.Женевського)
- «А дождь идёт» [Архівовано 26 березня 2016 у Wayback Machine.] (муз. і сл. В.Женевського)
- «Ах, мадам, ти мадам» [Архівовано 4 квітня 2016 у Wayback Machine.] (муз. і сл. В.Женевського)
- «Одесситка» [Архівовано 28 березня 2016 у Wayback Machine.] (муз. і сл. В.Женевського)
- «Из Америки приеду» [Архівовано 4 квітня 2016 у Wayback Machine.] (муз. і сл. В.Женевського)
- «Накануне» (В. Женевський — Н. Дорізо)
- «Ти меня обманула, девчонка» [Архівовано 26 березня 2016 у Wayback Machine.] (В. Женевський — М. Романчук)
- «Судьба» [Архівовано 27 березня 2016 у Wayback Machine.] (В. Женевський — В. Загороднюк)
- «Ехали казаки» [Архівовано 1 квітня 2016 у Wayback Machine.] (В. Женевський — Л. Сафонов)
- «Иван-Чай» [Архівовано 28 березня 2016 у Wayback Machine.] (В. Женевський — Г. Вегова)
- «Родные места» [Архівовано 28 березня 2016 у Wayback Machine.] (В. Женевський — вірші невід. автор)
- «Не плач, моя мама, не плач» [Архівовано 26 березня 2016 у Wayback Machine.] (В. Женевський — М. Романчук)
- «Любовь ушла» (В. Женевський — М. Романчук)
- «Ах, рулетка» (В. Женевський — М. Романчук)
- «Захолустье» [Архівовано 28 березня 2016 у Wayback Machine.] (В. Женевський — М. Романчук)
- «Мой дружок» (муз. і сл. В.Женевського)
- «Полюбила я тебя» (муз. і сл. В.Женевського)
- «Я тебя не виню» (муз. і сл. В.Женевського)
- «Я так люблю тебя, родная» (муз. і сл. В.Женевського)
- «Погадай же мне, цыганка» (муз. і сл. В.Женевського)
- «Белый танець» (В. Женевський — Л. Льдова)
- «Над окошком кружит птица» (В. Женевський — В. Загороднюк)
- «Маленькая растерянная песня» (В. Женевський — В. Доліна)
- «Зачем нужна была война» (В. Женевський — М. Романчук)
- «Свидание» (В. Женевський — В. Загороднюк)
- «Эстрадная пьеса» [Архівовано 1 квітня 2016 у Wayback Machine.] (В. Женевського)

## Педагогічна діяльність і концертні виступи
У 1998 році Валентин Іванович став займатися педагогічною діяльністю.
Старший викладач: вокального відділення за спеціальністю «Академічний спів», Хмельницького музичного училища В. І. Заремби [Архівовано 19 січня 2015 у Wayback Machine.];
кафедри музики Педагогічного факультету, Ізмаїльського державного гуманітарного університету; [Архівовано 31 березня 2020 у Wayback Machine.]
кафедри хорового диригування і вокалу Факультету мистецтв і архітектури, Придністровського державного університету ім. Т. Г. Шевченка [Архівовано 29 жовтня 2017 у Wayback Machine.]
студії сольного співу методичного центру, Південноукраїнського національного педагогічного університету ім. К. Д. Ушинського.
За цей період учні студії сольного співу неодноразово ставали лауреатами міських, обласних, всеукраїнських та міжнародних фестивалів і конкурсів.
Педагогічну роботу поєднує з концертними виступами.
На концерті, присвяченому 45-річчю Педагогічного факультету ІДГУ, виконав неаполітанську пісню «Пристрасть» (Н. Валенте — Е. Тальяфері.) [Архівовано 1 квітня 2016 у Wayback Machine.]
У 26-го грудні 2002 р. на вечорі присвяченому 40-річчю творчій діяльності завідувачці відділенням мистецтв ПГУ ім. Т. Г. Шевченка, диригентові та керівнику Камерного жіночого хору професору Н. В. Окушко, [Архівовано 19 січня 2015 у Wayback Machine.] виконав пісню «Люблю тебе» (Е.Гріг — Г.Андерсен) та «Торжественну пісню»(М. Магомаєв — Р.Рождественський), [Архівовано 28 березня 2016 у Wayback Machine.] а в фіналі з Лідією Сізіневою, виконали дует «Сільви і Едвіна» з оперети «Сільва».
Концерти також проходили в містах і районах ПМР.
До 60-річчя перемоги у Великій Вітчизняній війні біля Меморіалу воїнам, які загинули в цій війні в с. Прилиманське, Валентин Женевський виконав «Бухенвальський набат» (В.Мураделі — А.Соболева).
В одному з концертів у залі ЮНПУ ім. К. Д.  Ушинського заспівав арію «Містера Ікса» з оперети «Принцеса цирку» (І.Кальман — І.Зарубіна, О. Фадєєва).
Голос Женевського красивого тембру, повного діапазону, камерний невеликий, хоча і польотний драматичний баритон.
До репертуару співака входять старовинні арії XVII—XVIII століть, пісні та романси російських, азербайджанських і зарубіжних композиторів.
З арій, з опер перевагу віддає партіям драматичного баритона.
Шанувальники таланту Женевського відзначають музичність красиво побудованої фрази, до того ж, незважаючи на камерний профіль, головний козир Женевського у співі — в виконувався твір він вкладає всю душу, у нього величезна сила волі і велика працездатність, що дозволяє з невеликого голоси домагатися його повноцінного звучання.

## Сім'я
- Батьки: Батько — Нуралієв Ібрагім Мамедовіч [Архівовано 19 січня 2015 у Wayback Machine.] (21.XII.1924–14.X.2003), працівник міліції;
- Мати — Женевська Анастасія Івановна [Архівовано 19 січня 2015 у Wayback Machine.] (11.IV.1918–06.VI.1985), залізничниця;
- Одружений: Перша дружина (1977—1980) — Тетяна Ільїнська (14.V.1956);
- Друга дружина (1984—1990) — Надія Кудрявцева, (11.IV.1951);
- Третя дружина (з 1998) — Ольга Женевська, [Архівовано 19 січня 2015 у Wayback Machine.] (19.XI.1955).
- Діти: Дочка - Катерина Пешехонова і Зять - Олександр Пешехонов [Архівовано 12 січня 2015 у Wayback Machine.](07.VII.1979) і (16.VIII.1979);
- Син (Ольги) - Олексій Багрій і Невістка — Світлана Багрій [Архівовано 16 січня 2015 у Wayback Machine.] (22.VIII.1975) і (21.VII.1984].
- Онуки — Вероніка (21.XI.2000), Валерія (23.II.2007) та Артем (21.IV.2007)
- Брати: Нуралієв Тофік (1950), Нуралієв Ариф (12.XII.1958), Нуралієв Акиф (8.VIII.1961), Нуралієв Асиф (27.VII.1970)
- Сестри: Нуралієва Нарханум (22.I.1964) і Рахманова Наргиз (7.III.1975)

## Відеофільми— концерти (список)
- 1990 р. Девчонка стройная [Архівовано 27 березня 2016 у Wayback Machine.]
- 1998 р. Майский вальс
- 2005 р. «Город которого нет»;
- 2005 р. «Женщина любимая» [Архівовано 1 квітня 2016 у Wayback Machine.];
- 2005 р. «Свадьба»;
- 2005 р. «O sole mio»;
- 2005 р. «Мама»;
- 2007 р. «В. Женевский с внуком Артемом»;
- 2009 р. «Моя Одеса» [Архівовано 3 квітня 2016 у Wayback Machine.];
- 2011 р. «Сторінка Пам'яті, покійних музикантів» [Архівовано 4 квітня 2016 у Wayback Machine.];
- 2011 р. Бухенвальдский набат;
- 2011 р. Благодарю тебя;
- 2011 р. Надежда любви [Архівовано 5 квітня 2016 у Wayback Machine.];
- 2011 р. «Фото — відео альбом на музику В. Женевського» [Архівовано 1 квітня 2016 у Wayback Machine.]
- 2016 р. Город мой Баку
- 2017 р. Пам'яті М. Глинки (2 — відділення)
- 2017 р. Пам'яті М. Глинки

## Дискографія (список альбомів)
- 1984 р. № 01.«Благодарю тебя» [Архівовано 18 березня 2016 у Wayback Machine.]; № 02.«Пока я помню — я живу» [Архівовано 4 березня 2016 у Wayback Machine.];
- 1986 р. № 03. «Caro mio ben» [Архівовано 2 квітня 2015 у Wayback Machine.]; № 04.«Верные друзья» [Архівовано 2 квітня 2015 у Wayback Machine.];
- 1987 р. № 05.«Мелодия» [Архівовано 2 квітня 2015 у Wayback Machine.];
- 1990 р. № 06.«Надежда любви» [Архівовано 2 квітня 2015 у Wayback Machine.];
- 1991 р. № 07.«Весенний край» [Архівовано 4 березня 2016 у Wayback Machine.]; № 08.«Не гордись» [Архівовано 2 квітня 2015 у Wayback Machine.];
- 2000 р. № 09.«Избранные произведения» [Архівовано 2 квітня 2015 у Wayback Machine.];
- 2002 р. № 10.«Я не сержусь» [Архівовано 2 квітня 2015 у Wayback Machine.]; № 11.«Средь шумного бала» [Архівовано 2 квітня 2015 у Wayback Machine.]
- 2004 р. № 12.«Catari» [Архівовано 2 квітня 2015 у Wayback Machine.]; № 13.«Santa Lucia» [Архівовано 2 квітня 2015 у Wayback Machine.];
- 2005 р. № 14.«Guardo che luna» [Архівовано 2 квітня 2015 у Wayback Machine.]; № 15.«Come primo» [Архівовано 2 квітня 2015 у Wayback Machine.]; № 16.«Путники в ночи» [Архівовано 2 квітня 2015 у Wayback Machine.];
- 2006р № 17.«О, если мог выразить в звуке» [Архівовано 2 квітня 2015 у Wayback Machine.];
- 2007 р. № 18.«А годы летят» [Архівовано 2 квітня 2015 у Wayback Machine.];
- 2008 р. № 19.«Я люблю тебя жизнь» [Архівовано 4 березня 2016 у Wayback Machine.]; № 20 ."С любовью к женщине" [Архівовано 2 квітня 2015 у Wayback Machine.];
- 2009 р. № 21.«Дивлюсь я на небо» [Архівовано 2 квітня 2015 у Wayback Machine.]; № 22.«Любимая женщина» [Архівовано 2 квітня 2015 у Wayback Machine.]; № 23.«Вечерний звон» [Архівовано 2 квітня 2015 у Wayback Machine.];
- 2010 р. № 24. «Оперные арии российских композиторов» [Архівовано 2 квітня 2015 у Wayback Machine.]; № 25.«Тёмная ночь» [Архівовано 19 березня 2016 у Wayback Machine.];
- 2011 р. № 26.«Оперные арии зарубежных композиторов» [Архівовано 2 квітня 2015 у Wayback Machine.]; № 27.«Поклонимся великим тем годам» [Архівовано 2 квітня 2015 у Wayback Machine.];
- 2012 р. № 28.«Любимый город» [Архівовано 2 квітня 2015 у Wayback Machine.];
- 2013 р. № 29.«Если повезет чуть — чуть» [Архівовано 2 квітня 2015 у Wayback Machine.]; № 30.«Любви негромкие слова» [Архівовано 2 квітня 2015 у Wayback Machine.].

## Нагороди, почесні звання
- Почесна грамота Одеського обласного комітету профспілки робітників агропромислового комплексу  [Архівовано 2 квітня 2015 у Wayback Machine.] (21.06.1991 р. м. Одеса);
- Почесна грамота Авангардівськой селищної Ради  [Архівовано 2 квітня 2015 у Wayback Machine.] (1998 р. смт «Авангард», Одеська область)
- Почеснаграмота Міністерства освіти України  [Архівовано 2 квітня 2015 у Wayback Machine.] (Указ № 491 від 22.07.1999 р. м. Київ);
- Почесна грамота національного центру естетичного виховання дітей і молоді…  [Архівовано 2 квітня 2015 у Wayback Machine.] (№ 816 від 12.09.2002 р. № 89, м. Київ);
- Грамота начальника управління освіти і науки  [Архівовано 2 квітня 2015 у Wayback Machine.] (2003 р. м. Одеса);
- Почесна грамота Одеської обласної державної адміністрації  [Архівовано 2 квітня 2015 у Wayback Machine.] (2004 р. м. Одеса);
- Почесна грамота Методцентру ПНПУ ім. К. Д. Ушинського  [Архівовано 2 квітня 2015 у Wayback Machine.] (17.03.2011 р. м. Одеса);
- Диплом лауреата I премії Всесоюзного конкурсу хорових колективів у Криму «Пісня над затокою» (№ 572, 10.08.1980 р. м. Севастополь);
- Диплом лауреата I ступеню Х Всеукраїнського фестивалю -конкурсу «Таланти твої, Україно»  [Архівовано 2 квітня 2015 у Wayback Machine.] (789 24-29 06.2000 р. м. Южне);
- Диплом Всеукраїнського конкурсу патріотичної пісні «Україно, зоре моя…»  [Архівовано 2 квітня 2015 у Wayback Machine.] (16.12.2000 р. м. Донецьк);
- Нагрудний знак «Відмінник освіти України» (№ 610-к від 17.08.2001 р. м. Київ) [Архівовано 20 січня 2015 у Wayback Machine.];
- Медаль«Зірка української естради» ООВТС «АДЕМ України» [Архівовано 20 січня 2015 у Wayback Machine.](Серия А, № 000006, 21.12.2014 р. м. Одеса);
- «Заслужений артист естрадного мистецтва України» [Архівовано 19 січня 2015 у Wayback Machine.].(№ 38,28.02.2011 р. м. Київ) [Архівовано 20 січня 2015 у Wayback Machine.],
- «Заслужений діяч естрадного мистецтва України»  [Архівовано 2 квітня 2015 у Wayback Machine.] (№ 219,18.02.2015 р. м. Київ)  [Архівовано 19 березня 2016 у Wayback Machine.]

## Досягнення учнів
- Лауреати Всеукраїнських и Міжнародних фестивалів — конкурсів:
- «Таланти твої, Україно!»; «Україно, зоре моя»; «Весняна рапсодія»;
- «Веселі канікули осені»; «Українське бельканто»;
- «Вокального та диригентського мистецтва»; «Наш дім — Придністров'я»;
- «Артек запалює зірку»; «У Чорного моря»; «Золота нота»;
- «Юність, натхнення, талант»; «Сонце, молодість, краса» і «Сергіївські зорі»;
- Лауреатами цих фестивалів — конкурсів у різні роки (2000—2008),
- Стали учні Валентина Івановича:
- Вишнякова Ольга, Єсипенко Світлана, Грабовий В'ячеслав,
- Демічева Жанна, Луцеко Сергій і Білоус Олена;
- Попова Юлія и Мальчук Віталій стали (двічі);
- Сердюк Олена (5 разів) і Бойченко Віталій (6 разів).